# Karoolerche

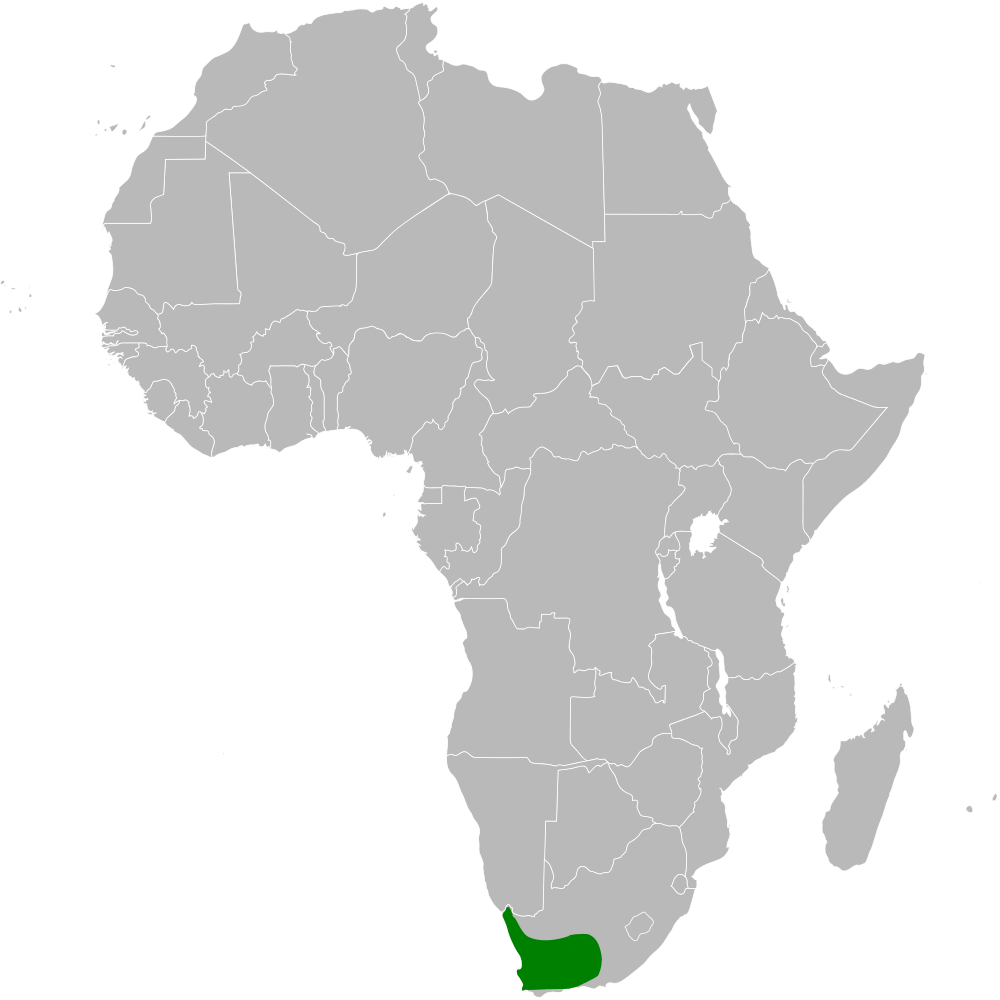
Verbreitungsgebiet der Karoolerche

Die Karoolerche (Calendulauda albescens), auch Karrulerche genannt, ist eine Art aus der Familie der Lerchen. Sie ist eine im Süden des afrikanischen Kontinents verbreitete Art. Sie ist ungefähr so groß wie eine Feldlerche, hat aber einen deutlich längeren Schnabel. Man unterscheidet mehrere Unterarten. Der Name leitet sich von der Karoo ab, einer Halbwüstenlandschaft in den Hochebenen Südafrikas, nördlich der Großen Randstufe und im südlichen Namibia. Mit der Karoo-Langschnabellerche hat sie nur die Verbreitung in einem Teil der Karoo gemein.
Die Bestandssituation der Karoolerche wird als ungefährdet (least concern) eingestuft. Gemeinsam mit der Kalaharilerche, der Barlowlerche und der Rotdünenlerche bildet sie eine Superspecies.

## Merkmale
Die Karoolerche erreicht eine Körperlänge von etwa 17 Zentimeter, wovon 5,7 bis 6,6 Zentimeter auf den Schwanz entfallen. Der Schnabel misst vom Schädel aus gemessen zwischen 1,7 und 1,91 Zentimeter. Karoolerchen wiegen zwischen 27 und 35 Gramm. Es besteht kein auffälliger Geschlechtsdimorphismus.
Der Kopf ist graubraun, die einzelnen Federn sind gelbbraun gesäumt. Der Zügel, der Überaugenstreif, der Augenring sowie ein Strich unterhalb des Auges sind weiß. Von der Basis des Unterschnabels verläuft eine dunkle Linie zu den braunen Ohrdecken und Wangen. Die Halsseiten sind braun, der Vorderhals ist weißlich mit dunkleren Stricheln. Der Rücken ist graubraun, die einzelnen Federn haben schwarzbraune Mitten. Die Oberschwanzdecken sind rötlich braun. Die Arm- und Handschwingen sind dunkelbraun mit schmalen gelbbraunen Säumen. Die Schwanzfedern sind schwarzbraun, das mittlere Steuerfederpaar ist breit graubraun gesäumt. Die sechste (äußerste Steuerfeder) ist sehr schmal und hell gesäumt.
Das Kinn, die Kehle und die Brust sowie die übrige Körperunterseite sind weißlich. Die Bruch und der vordere Bauch sind schwärzlich gestrichelt. Der Schnabel ist dunkel hornfarben, die Iris ist braun.

## Verwechslungsmöglichkeiten
Die Karoolerche weist Ähnlichkeit mit der Kalaharilerche auf. Diese ist allerdings etwas größer, hat einen dickeren Schnabel und ist auf der Körperoberseite rotbraun mit dunkelbraunen Flügeln.

## Verbreitungsgebiet und Lebensraum
Die Karoolerche kommt im äußersten Süden Namibias sowie in der Südafrikanischen Republik vor. Sie besiedelt Wüsten und Halbwüsten, die einen Bestand an niedrigen Büschen sowie einen steinigen oder sandigen Boden aufweist. Sie kommt auch auf Weizenfeldern sowie in mit Gräsern schütter bestandenen Küstendünen vor.

## Verbreitungsgebiet der einzelnen Unterarten
Es werden vier Unterarten unterschieden:
- C. a. codea (Smith, A, 1843) – Ursprünglich als eigenständige Art in der Gattung Alauda beschrieben, kommt diese Unterart an der Westküste Südafrikas vor.
- C. a. albescens (Lafresnaye, 1839) – Vorkommen im Südwesten der Südafrikanischen Republik
- C. a. guttata (Lafresnaye, 1839) – Ursprünglich als eigenständige Art in der Gattung Alauda beschrieben, kommt diese Unterart im Westen der Südafrikanischen Republik vor.
- C. a. karruensis Roberts, 1936 – Vorkommen im Süden der Südafrikanischen Republik.

## Lebensweise
Die Karoolerche frisst ein großes Spektrum an Insekten, darunter Raupen, Ameisen, Gleichflügler, Spinnen, Käfer und Termiten. Daneben frisst sie Sämereien, Grassamen und die Samen einjähriger Kräuter spielen eine besondere Rolle. Sie frisst außerdem Blätter, Blüten und die Früchte verschiedener Bocksdornarten. Nestlinge werden vorwiegend mit Insekten gefüttert. Die Karoolerche ist wie alle Lerchen tagaktiv. Etwa 20 Minuten nach Sonnenaufgang wird sie aktiv. Bei der Nahrungssuche läuft sie in auffallend geduckter Haltung  von Grasbüschel zu Grasbüschel und sucht dort jeweils nach Insekten. Während der heißesten Phase des Tages sucht sie Schutz im Schatten von Grasbüscheln oder Erdklumpen.
Wie viele Lerchen zeigt das Männchen der Karoolerche einen Singflug. Dabei steigt das Männchen mit langsamen, weit ausholenden Flügelschlägen drei bis 20 Meter in Höhe und verharrt dort rüttelnd und singend eine Weile, bevor es sich wieder auf den Erdboden herabgleiten lässt.
Wie alle Lerchen ist die Karoolerche ein Bodenbrüter. Die Brutzeit fällt in den Zeitraum Juli bis November. In Jahren mit wenig Niederschlag schreiten Karoolerchen gelegentlich gar nicht zur Brut. Das Gelege umfasst zwei bis drei Eier. Das einzelne Ei hat ein Frischvollgewicht von 2,58 Gramm.

## Einzelbelege
1. ↑  Pätzold: Kompendium der Lerchen. S. 141.
2. 1 2   Handbook of the Birds of the World zur Karoolerche, aufgerufen am 26. März 2017
3. ↑  Pätzold: Kompendium der Lerchen. S. 138.
4. ↑  IOC World Bird List 6.4. In: IOC World Bird List Datasets. doi:10.14344/ioc.ml.6.4 (englisch, worldbirdnames.org).
5. ↑  Pätzold: Kompendium der Lerchen. S. 140.